# Grants Pass
Grants Pass ist eine Stadt in Josephine County im Süden des US-Bundesstaats Oregon. Das U.S. Census Bureau hat bei der Volkszählung 2020 eine Einwohnerzahl von 39.189 ermittelt. Die Stadt ist ein Ausgangspunkt für Bootstouren durch die Schlucht des Rogue River.
Die Stadt ist benannt nach dem General Ulysses S. Grant, der eine Schlüsselposition im Amerikanischen Bürgerkrieg innehatte.
Die Stadt wird durchzogen vom Rogue River und ist umgeben von bewaldeten Bergen. Neben einem kleinen historischen Stadtkern bietet Grants Pass kleinstadttypische Einkaufsmöglichkeiten sowie zahlreiche Restaurants und Imbisse.  
Im Südwesten liegt Selma und etwas östlich liegen das restaurierte Goldgräberstädtchen Jacksonville und Oregons Kulturmekka Ashland (berühmtes Shakespeare-Festival von Mitte Februar bis Oktober). Außerdem sind die nahe gelegenen Oregon Caves nahe dem Ort Cave Junction eine gut erreichbare Touristenattraktion.  

## Persönlichkeiten

### Söhne und Töchter der Stadt
- Steve Raines (1916–1996), Schauspieler
- Bob Christie (1924–2009), Autorennfahrer
- Bill Dellinger (1934–2025), Leichtathlet
- Terry Carr (1937–1987), Science-Fiction-Autor und -Herausgeber
- Debbie Lawler (* 1952), Motorrad-Stuntperformerin
- Hardcore Holly (* 1963), Wrestler
- Ty Burrell (* 1967), Schauspieler
- David Anders (* 1981), Schauspieler
- Josh Saunders (* 1981), Fußballspieler

### Persönlichkeiten mit Bezug zur Stadt
- Carl Barks (1901–2000), Comicautor; starb in Grants Pass
- Al Wistert (1920–2016), American-Football-Spieler; starb in Grants Pass
- Kevin Hagen (1928–2005), Schauspieler; starb in Grants Pass
- Charles Levin (1949–2019), Schauspieler; lebte in Grants Pass und verstarb nordöstlich von Selma
- Rachelle Shannon (* 1956), militante Aktivistin der christlich-fundamentalistischen Anti-Abtreibungsbewegung aus Grants Pass

## Bildungseinrichtungen
- Grants Pass High School: Relativ moderner Schulkomplex mit weit über 1000 Schülern. Schulmaskottchen: Caveman (deut. Höhlenmensch).
- RCC (Rogue Community College): Am Rande der Stadt gelegen bietet diese Einrichtung eine Möglichkeit für die Weiterbildung nach der High School.
- zahlreiche Grund- und Mittelschulen.